# UCI Europe Tour 2014
De UCI Europe Tour 2014 was de tiende editie van de UCI Europe Tour, een van de vijf Continentale circuits op de wielerkalender 2014 van de UCI. Deze competitie liep van 2 februari 2014 tot en met 19 oktober 2014.
Dit is een overzichtspagina met klassementen, ploegen en de winnaars van de belangrijkste UCI Europe Tour wedstrijden in 2014.

## Uitslagen belangrijkste wedstrijden
Zijn opgenomen in deze lijst: alle wedstrijden van de UCI Europe Tour-kalender van de categorieën 1.HC, 1.1, 2.HC en 2.1.

### Februari
| 1 | Sander Helven     |
| 2 | Nacer Bouhanni    |
| 3 | Bryan Coquard     |
| 4 | Bryan Coquard     |
| 5 | Tobias Ludvigsson |

| 1 | John Degenkolb         |
| 2 | John Degenkolb         |
| 3 | John Degenkolb         |
| 4 | Stephen Cummings       |
| 5 | Jean-Christophe Péraud |

| 1 | Alejandro Valverde |
| 2 | Alejandro Valverde |
| 3 | Alejandro Valverde |
| 4 | Gerald Ciolek      |
| 5 | Moreno Hofland     |

| 1 | Sacha Modolo       |
| 2 | Michał Kwiatkowski |
| 3 | Michał Kwiatkowski |
| 4 | Alberto Contador   |
| 5 | Mark Cavendish     |

| 1 | Carlos Betancur |
| 2 | Amaël Moinard   |

### Maart
| 1 | Gert Jõeäär              |
| 2 | Danny van Poppel         |
| 3 | Guillaume Van Keirsbulck |

| 1a | Ben Swift      |
| 1b | Sky ProCycling |
| 2  | Peter Kennaugh |
| 3  | Elia Viviani   |
| 4  | Dario Cataldo  |

| 1a | Nacer Bouhanni |
| 1b | Tom Dumoulin   |
| 2  | Mathias Frank  |

### April
| 1  | Peter Sagan   |
| 2  | Sacha Modolo  |
| 3a | Sacha Modolo  |
| 3b | Maciej Bodnar |

| 1  | Nacer Bouhanni       |
| 2a | Jonas Ahlstrand      |
| 2b | Alex Dowsett         |
| 3  | Ramūnas Navardauskas |
| 4  | Axel Domont          |

| 1 | BMC Racing Team |
| 2 | Edoardo Zardini |
| 3 | Cadel Evans     |
| 4 | Mikel Landa     |

| 1 | Mark Cavendish |
| 2 | Mark Cavendish |
| 3 | Rein Taaramäe  |
| 4 | Mark Cavendish |
| 5 | Elia Viviani   |
| 6 | Adam Yates     |
| 7 | Elia Viviani   |
| 8 | Mark Cavendish |

### Mei
| 1 | Arnaud Démare    |
| 2 | Arnaud Démare    |
| 3 | Sylvain Chavanel |
| 4 | Thierry Hupond   |
| 5 | Jimmy Engoulvent |

| 1 | Kenny van Hummel |
| 2 | Primož Roglič    |
| 3 | Youcef Reguigui  |
| 4 | Linus Gerdemann  |
| 5 | Justin Jules     |

| 1 | Grega Bole             |
| 2 | Asbjørn Kragh Andersen |
| 3 | Stefan Schumacher      |

| 1 | José Joaquín Rojas |
| 2 | David Belda        |
| 3 | Luis León Sánchez  |

| 1 | Bryan Coquard |
| 2 | Arnaud Démare |
| 3 | Arnaud Démare |

| 1 | Alexander Kristoff |
| 2 | Marc de Maar       |
| 3 | Sep Vanmarcke      |
| 4 | Bauke Mollema      |
| 5 | Alexander Kristoff |

| 1 | André Greipel   |
| 2 | Ramon Sinkeldam |

| 1 | Heinrich Haussler |
| 2 | Mathias Frank     |
| 3 | Daryl Impey       |
| 4 | Geraint Thomas    |
| 5 | Sam Bennett       |

| 1 | Tom Boonen    |
| 2 | Tom Boonen    |
| 3 | Tony Martin   |
| 4 | André Greipel |
| 5 | Paul Martens  |

| 1 | Jérôme Baugnies    |
| 2 | Alexander Kristoff |
| 3 | Magnus Cort        |
| 4 | Alexander Kristoff |
| 5 | Alexander Kristoff |

| 1 | Eduard-Michael Grosu |
| 2 | Adrian Kurek         |

### Juni
| Proloog | Danny van Poppel |
| 1       | André Greipel    |
| 2       | Matti Breschel   |
| 3       | Matti Breschel   |
| 4       | André Greipel    |

| Proloog | Jimmy Engoulvent |
| 1       | Armindo Fonseca  |
| 2       | Eliot Lietaer    |
| 3       | Yohann Gène      |

| Proloog | Philippe Gilbert  |
| 2       | Marcel Kittel     |
| 3       | Gregory Henderson |
| 4       | Philippe Gilbert  |
| 5       | André Greipel     |

| Proloog | Michael Matthews           |
| 1       | Sonny Colbrelli            |
| 2       | Francesco Manuel Bongiorno |
| 3       | Elia Viviani               |

| 1 | Jesús Herrada  |
| 2 | Nicolas Roche  |
| 3 | Adriano Malori |

### Juli
| 1 | Peter Kennaugh     |
| 2 | Oscar Gatto        |
| 3 | Dayer Quintana     |
| 4 | Oscar Gatto        |
| 5 | Jesse Sergent      |
| 6 | Jevgeni Petrov     |
| 7 | Kristof Vandewalle |
| 8 | Marco Haller       |

| Proloog | Olivier Pardini      |
| 1       | Radoslav Rogina      |
| 2       | Branislaw Samojlaw   |
| 3a      | CCC Polsat Polkowice |
| 3b      | Marco Zanotti        |

| 1 | Jens Debusschere |
| 2 | Giacomo Nizzolo  |
| 3 | Juan José Lobato |
| 4 | Tom Van Asbroeck |
| 5 | Gianni Meersman  |

| Proloog | Víctor de la Parte   |
| 1       | Phil Bauhaus         |
| 2       | Davide Viganò        |
| 3       | David Belda          |
| 4       | Edgar Pinto          |
| 5       | David Belda          |
| 6       | Rui Sousa            |
| 7       | Sergej Sjilov        |
| 8       | Gustavo Cesar Veloso |
| 9       | Manuel Cardoso       |

### Augustus
| 1  | Magnus Cort       |
| 2  | Andrea Guardini   |
| 3  | Manuele Boaro     |
| 4a | Andrea Guardini   |
| 4b | Aleksej Loetsenko |
| 5  | Nicola Boem       |

| Proloog | Gianni Meersman    |
| 1       | Raymond Kreder     |
| 2       | Gianni Meersman    |
| 3       | Bert-Jan Lindeman  |
| 4       | Julian Alaphilippe |

| 1 | Juan José Lobato    |
| 2 | Matteo Pelucchi     |
| 3 | Nairo Quintana      |
| 4 | Lloyd Mondory       |
| 5 | Aleksejs Saramotins |

| 1 | Lars Petter Nordhaug |
| 2 | Alexander Kristoff   |
| 3 | Simon Špilak         |
| 4 | Alexander Kristoff   |

| 1 | Björn Leukemans |
| 2 | Cyril Gautier   |
| 3 | Mauro Finetto   |
| 4 | Manuel Belletti |

| 1 | Mark Cavendish      |
| 2 | Mark Cavendish      |
| 3 | Nicola Ruffoni      |
| 4 | Sylvain Chavanel    |
| 5 | Jesús Herrada López |

### September
| 1  | Marcel Kittel      |
| 2  | Mark Renshaw       |
| 3  | Edoardo Zardini    |
| 4  | Michał Kwiatkowski |
| 5  | Matthias Brändle   |
| 6  | Matthias Brändle   |
| 7  | Julien Vermote     |
| 8a | Bradley Wiggins    |
| 8b | Marcel Kittel      |

| 1 | Thomas Degand     |
| 2 | Alexis Vuillermoz |

### Oktober
| Datum | Wedstrijd                    | Categorie | Winnaar          | Etappewinnaars                                                                                 |
| ----- | ---------------------------- | --------- | ---------------- | ---------------------------------------------------------------------------------------------- |
| 1     | Milaan-Turijn                | 1.HC      | Giampaolo Caruso |                                                                                                |
| 2-5   | Eurométropole Tour           | 2.1       | Arnaud Démare    | \| 1 \| Arnaud Démare \| \| 2 \| Arnaud Démare \| \| 3 \| Theo Bos \| \| 4 \| Arnaud Démare \| |
| 3     | Ronde van het Münsterland    | 1.1       | André Greipel    |                                                                                                |
| 5     | Ronde van de Vendée          | 1.1       | Armindo Fonseca  |                                                                                                |
| 7     | Memorial Frank Vandenbroucke | 1.1       | Zdeněk Štybar    |                                                                                                |
| 9     | Parijs-Bourges               | 1.1       | John Degenkolb   |                                                                                                |
| 9     | Čoppa Sabatini               | 1.1       | Sonny Colbrelli  |                                                                                                |
| 11    | Ronde van Emilia             | 1.HC      | Davide Rebellin  |                                                                                                |
| 12    | Parijs-Tours                 | 1.HC      | Jelle Wallays    |                                                                                                |
| 12    | GP Beghelli                  | 1.HC      | Valerio Conti    |                                                                                                |
| 14    | Nationale Sluitingsprijs     | 1.1       | Jens Debusschere |                                                                                                |
| 19    | Chrono des Nations           | 1.1       | Sylvain Chavanel |                                                                                                |
|       |                              |           |                  |                                                                                                |
| 1     | Arnaud Démare                |           |                  |                                                                                                |
| 2     | Arnaud Démare                |           |                  |                                                                                                |
| 3     | Theo Bos                     |           |                  |                                                                                                |
| 4     | Arnaud Démare                |           |                  |                                                                                                |

## Eindklassement
| Ranking | Renner           | Ploeg                       | Punten |
| ------- | ---------------- | --------------------------- | ------ |
| 1       | Tom Van Asbroeck | Topsport Vlaanderen-Baloise | 794    |
| 2       | Sonny Colbrelli  | Bardiani-CSF                | 708    |
| 3       | Davide Rebellin  | CCC Polsat Polkowice        | 435    |

Etappewedstrijden

 Ster van Bessèges ·
 Ronde van de Middellandse Zee ·
 Ruta del Sol ·
 Ronde van de Algarve ·
 Ronde van de Haut-Var ·
 Driedaagse van West-Vlaanderen ·
 Internationale Wielerweek ·
 Internationaal Wegcriterium ·
 Driedaagse van De Panne-Koksijde ·
 Ronde van de Sarthe ·
 Ronde van Trentino ·
 Ronde van Turkije ·
 Vierdaagse van Duinkerke ·
 Ronde van Azerbeidzjan ·
 Szlakiem Grodów Piastowskich ·
 Ronde van Castilië en León ·
 Ronde van Picardië ·
 Ronde van Noorwegen ·
 World Ports Classic ·
 Ronde van Beieren ·
 Ronde van België ·
 Tour des Fjords ·
 Ronde van Estland ·
 Ronde van Luxemburg ·
 Boucles de la Mayenne ·
 Ster ZLM Toer ·
 Ronde van Slovenië ·
 Route du Sud ·
 Ronde van Oostenrijk ·
 Sibiu Cycling Tour ·
 Ronde van Wallonië ·
 Ronde van Portugal ·
 Ronde van Denemarken ·
 Ronde van de Ain ·
 Ronde van Burgos ·
 Arctic Race of Norway ·
 Ronde van de Limousin ·
 Ronde van Poitou-Charentes ·
 Ronde van Groot-Brittannië ·
 Ronde van Gévaudan Languedoc-Roussillon ·
 Eurométropole Tour
Eendaagse wedstrijden

 GP La Marseillaise ·
 Grote Prijs van de Etruskische Kust ·
 Trofeo Palma ·
 Trofeo Ses Salines ·
 Trofeo Serra de Tramuntana ·
 Trofeo Platja de Muro ·
 Trofeo Laigueglia ·
 Ronde van Murcia ·
 Omloop Het Nieuwsblad ·
 Classic Sud Ardèche ·
 GP Lugano ·
 Clásica de Almería ·
 Kuurne-Brussel-Kuurne ·
 La Drôme Classic ·
 Le Samyn ·
 GP Città di Camaiore ·
 Strade Bianche ·
 Roma Maxima ·
 Ronde van Drenthe ·
 Dwars door Drenthe ·
 Nokere Koerse ·
 GP Nobili Rubinetterie ·
 Handzame Classic ·
 Classic Loire-Atlantique ·
 Grote Prijs van Cholet-Pays de Loire ·
 Dwars door Vlaanderen ·
 Route Adélie de Vitré ·
 Volta Limburg Classic ·
 Grote Prijs Miguel Indurain ·
 Ronde van La Rioja ·
 Scheldeprijs ·
 GP Cerami ·
 Klasika Primavera ·
 Parijs-Camembert ·
 Brabantse Pijl ·
 GP Denain ·
 Ronde van de Finistère ·
 Tro Bro Léon ·
 Ronde van Keulen ·
 La Roue Tourangelle ·
 Rund um den Finanzplatz Eschborn-Frankfurt ·
 Ronde van de Somme ·
 ProRace Berlin ·
 Grote Prijs van Plumelec ·
 Boucles de l'Aulne ·
 Ronde van Zeeland Seaports ·
 GP Kanton Aargau ·
 Ronde van Limburg ·
 Ronde van de Apennijnen ·
 Halle-Ingooigem ·
 Prueba Villafranca de Ordizia ·
 GP Industria & Artigianato-Larciano ·
 Ronde van Toscane ·
 Circuito de Getxo ·
 Polynormande ·
 RideLondon Classic ·
 GP Stad Zottegem ·
 Arnhem-Veenendaal Classic ·
 Châteauroux Classic de l'Indre ·
 Druivenkoers Overijse ·
 Brussels Cycling Classic ·
 GP Fourmies ·
 Ronde van de Doubs ·
 GP Jef Scherens ·
 Coppa Bernocchi ·
 GP van Wallonië ·
 Coppa Agostoni ·
 Ronde van de Drie Valleien ·
 Kampioenschap van Vlaanderen ·
 Grote Prijs Impanis-Van Petegem ·
 Memorial Marco Pantani ·
 GP Industria & Commercio di Prato ·
 GP van Isbergues ·
 Omloop van het Houtland ·
 Duo Normand ·
 Milaan-Turijn ·
 Ronde van het Münsterland ·
 Ronde van de Vendée ·
 Memorial Frank Vandenbroucke ·
 Coppa Sabatini ·
 Parijs-Bourges ·
 Ronde van Emilia ·
 Parijs-Tours ·
 GP Beghelli ·
 Nationale Sluitingsprijs ·
 Chrono des Nations
2005 · 
2006 · 
2007 · 
2008 · 
2009 · 
2010 · 
2011 · 
2012 · 
2013 · 
2014 · 
2015 · 
2016 · 
2017 ·
2018 ·
2019 ·
2020 ·
2021 ·
2022 ·
2023 ·
2024 ·
2025
Belangrijkste etappewedstrijden

Internationaal Wegcriterium · Driedaagse Brugge-De Panne · Ronde van de Alpen · Vierdaagse van Duinkerke · Ronde van Beieren · Ronde van Noorwegen · Ronde van België · Ronde van Luxemburg · Ronde van Oostenrijk · Ronde van Wallonië · Ronde van Burgos · Ronde van Denemarken · Arctic Race of Norway · Ronde van Groot-Brittannië
Belangrijkste eendaagse wedstrijden

Trofeo Laigueglia · GP Lugano · GP Nobili Rubinetterie · Dwars door Vlaanderen · Scheldeprijs · Brabantse Pijl · GP Kanton Aargau · Brussels Cycling Classic · GP Fourmies · Primus Classic Impanis-Van Petegem · Ronde van de Drie Valleien · Milaan-Turijn · Ronde van Piemonte · Ronde van het Münsterland · Ronde van Emilia · Parijs-Tours · GP Bruno Beghelli